# Bauaufsichtsbehörde
Die Bauaufsichtsbehörden (BAB) sind in Deutschland Verwaltungsbehörden auf dem Gebiet des öffentlichen Baurechtes.

## Aufgabe
Den Bauordnungsbehörden – historisch auch Baupolizeibehörden oder Baupolizeiämter, in Baden-Württemberg Baurechtsbehörden – wird durch das deutsche Verwaltungsrecht die Abwehr der Gefahren für die öffentliche Sicherheit und Ordnung auf dem Gebiet des öffentlichen Baurechts übertragen. Die Bauaufsichtsbehörden haben die Einhaltung der öffentlich-rechtlichen Vorschriften und die auf Grund dieser Vorschriften ergangenen Anordnungen bei der Errichtung, Änderung, Nutzungsänderung, Nutzung, Instandhaltung und Abbruch einer baulichen Anlage zu überwachen. In Wahrnehmung dieser Aufgabe haben die Bauordnungsbehörden im Wesentlichen zwei Möglichkeiten: das Baugenehmigungsverfahren und das Bauordnungsverfahren.
Dieses Rechtsgebiet wird im Bereich des öffentlichen Baurechts als Bauordnungsrecht bezeichnet.

### Baugenehmigungsverfahren
Das Baugenehmigungsverfahren ist in den Landesbauordnungen der Länder geregelt. Danach muss im Regelfall vor Errichtung, Umbau oder Nutzungsänderung einer baulichen Anlage eine Baugenehmigung erteilt werden, soweit das bauliche Vorhaben nicht genehmigungsfrei (verfahrensfrei) ist oder von einer Genehmigungspflicht freigestellt wurde (Genehmigungsfreistellung). Der Abbruch einer baulichen Anlage ist je nach Landesrecht häufig dagegen nur anzeigepflichtig oder sogar völlig verfahrensfrei.
Eine Baugenehmigung wird auf Antrag hin erteilt, wenn das bauliche Vorhaben sich im Einklang mit denjenigen Vorschriften des öffentlichen Rechts befindet, welche im Baugenehmigungsverfahren zu prüfen sind. Zweck des Verfahrens ist, durch eine Vorabprüfung die Vereinbarkeit des Bauvorhabens mit wichtigen Vorschriften des öffentlichen Baurechts sicherzustellen und eine Verletzung der öffentlichen Sicherheit und Ordnung zu verhindern.

### Bauordnungsverfahren
Das Bauordnungsverfahren dient der Abwehr von Gefahren, die durch Verstöße gegen geltendes Recht entstehen, insbesondere durch
- ungenehmigte Errichtung von baulichen Anlagen (sog. „Schwarzbau“)
- ungenehmigter Umbau/ungenehmigte Nutzungsänderung/ungenehmigter Abbruch
- Abweichungen von den Bestimmungen der Baugenehmigung
- mangelnde Unterhaltung baulicher Anlagen, die eine Gefahr darstellen

In Erfüllung der Aufgabe als Gefahrenabwehrbehörde kann die Bauordnungsbehörde bestimmte, näher in den Bauordnungen der Länder festgelegte, Verwaltungsakte (Bescheide, Ordnungsverfügungen) erlassen. Die Ordnungsverfügung richtet sich gegen den Gefährder bzw. Störer der öffentlichen Sicherheit und Ordnung. Zweck dieser Maßnahmen ist es, die Gefahr zu beseitigen.
Dazu stehen den Bauordnungsbehörden im Wesentlichen folgende Standardbefugnisse zur Verfügung:
- Erlass einer Baueinstellungsverfügung
- Erlass einer Nutzungsuntersagung (die Nutzungsänderung rückgängig zu machen oder jede Nutzung einzustellen)
- Erlass einer Baubeseitigungsanordnung

Durch die Baueinstellungsverfügung kann die Bauordnungsbehörde den Bauherrn eines Schwarzbaus auf den Genehmigungsweg verweisen, wenn die bauliche Anlage in der Sache genehmigungsfähig ist. Die Baueinstellungsverfügung wird auch erlassen, um den Bauherrn dazu zu bewegen, das bauliche Vorhaben entsprechend der Baugenehmigung auszuführen.
Neben den baulichen Standardbefugnissen haben die Bauordnungsbehörden in der Regel noch eine bauordnungsrechtliche Generalklausel (z. B. Art. 54 Abs. 2 Satz 2 BayBO), auf Grund derer sonstige Maßnahmen gegen Störer erlassen werden können.
Alle Ordnungsverfügungen, denen eine Befugnisnorm zugrunde liegen muss, müssen dem jeweiligen Einzelfall nach geeignet, erforderlich und angemessen sein. Zur Überprüfung, ob eine Gefahr für die öffentliche Sicherheit und Ordnung gegeben ist, und um die Umstände, die für das Ermessen der Behörde erheblich sind, zu ermitteln, sind Mitarbeiter der Bauordnungsbehörde berechtigt, Grundstücke und Wohnungen zu betreten.
Kommt der Gefährder bzw. Störer den Anordnungen der Bauordnungsbehörde nicht nach, kann sie Zwangsmittel androhen und auch festsetzen, nämlich Zwangsgeld, Ersatzvornahme oder Ersatzzwangshaft.
Daneben kann die Bauaufsichtsbehörde auch Bußgelder festsetzen. Diese dienen aber nicht der Beseitigung der rechtswidrigen Zustände, sondern der Ahndung einer mit dem Verstoß verwirklichten Ordnungswidrigkeit.

## Organisatorischer Aufbau
Teilweise nehmen unmittelbare Behörden der deutschen Bundesländer die Aufgabe wahr, teilweise werden die Aufgaben von kommunalen Behörden als übertragene Aufgaben erledigt (→Kreisfreie Stadt, Große Kreisstadt und leistungsfähige kreisangehörige Gemeinde).
Welche Ebene der Landesverwaltung die Aufgaben der Bauaufsichtsbehörde wahrnimmt, fällt in die Gesetzgebungskompetenz der Länder. In größeren Flächenstaaten sind damit meist mehrere Verwaltungsebenen betraut, die zueinander in einem Über-/Unterordnungsverhältnis stehen. Man unterscheidet zwischen der unteren, oberen und obersten Bauaufsichtsbehörde.
Im Bereich der Baugenehmigungsverfahren, bei der Errichtung von Gebäuden und Bauwerksteilen, Umbaumaßnahmen und Abbruchvorhaben sind in der Regel die unteren Bauaufsichtsbehörden zuständig.
In kleineren Bundesländern sowie in den Stadtstaaten sind die Aufgaben der Bauaufsichtsbehörden in der Regel stärker konzentriert.
In Flächenstaaten lässt sich die Hierarchie der Bauaufsichtsbehörden wie folgt beschreiben:
- Die Oberste Bauaufsichtsbehörde: (Fachministerium) ist zuständig für den Erlass von Rechts- und Verwaltungsvorschriften, die Einführung technischer Baubestimmungen, die Zulassung neuer Bauarten, Baustoffe und Bauteile etc.

- Als Obere (höhere) Bauaufsichtsbehörde: mit Weisungsbefugnis fungieren in Ländern mit dreistufigem Verwaltungsaufbau (Bayern, Baden-Württemberg, Hessen und Nordrhein-Westfalen) die Bezirksregierungen bzw. Regierungspräsidien als Mittelbehörden. In Ländern mit zweistufigem Verwaltungsaufbau können Landesverwaltungsämter oder Landesdirektionen als Sonderbehörden für die obere Bauaufsicht zuständig sein wie in Sachsen-Anhalt, Thüringen, Rheinland-Pfalz oder Sachsen. In anderen Bundesländern wie Niedersachsen oder Schleswig-Holstein vereinigen die Fachministerien die Aufgaben dieser Hierarchieebene mit der der Obersten Bauaufsichtsbehörde in einer Hand.

- Die Untere Bauaufsichtsbehörde: (Landratsamt/Kreisverwaltung, kreisfreie Städte, weitere Städte und Gemeinden gemäß Sonderregelung der Bundesländer) überwacht alle Bauvorhaben in ihrem Bereich und überprüft und genehmigt Bauanträge.

Zu den unterschiedlichen Bezeichnungen siehe auch Artikel: Bauamt
Die Aufgaben der Bauaufsichtsbehörde werden innerhalb der zuständigen Behörden (etwa Landratsämtern) meist von internen Bauaufsichtsabteilungen (häufig Bauaufsichtsamt oder Bauordnungsamt genannt) wahrgenommen. In aller Regel werden sie von einem Beamten des höheren Dienstes (Ingenieur, Architekt oder Jurist) geleitet.
Die Durchführung der Bauordnungsverfahren erfolgt durch Beamte des gehobenen allgemeinen Verwaltungsdienstes oder vergleichbare Angestellte.
Die technische Prüfung der Anträge obliegt Bediensteten mit gehobener technischer Ausbildung. Im Außendienst werden vielfach Angestellte mit bauhandwerklicher Vorbildung (Baustellenüberwachung etc.) eingesetzt.
Die Standsicherheit (Statik) von Gebäuden wird in der Regel nicht in der Behörde selbst geprüft, sondern von freiberuflichen Prüfingenieuren, die eine öffentliche Zulassung haben. Dadurch braucht die Behörde diese Fachleute nicht selbst vorzuhalten.
Von den Bauaufsichtsbehörden sind die kommunalen Bauplanungsbehörden, welche die Bauleitplanung aufstellen, zu unterscheiden, wobei es Überschneidungen geben kann.

## Informationen zu den Bauaufsichtsbehörden in den deutschen Ländern
Wie oben dargestellt (Organisatorischer Aufbau), regeln die Landesgesetzgeber, welche Verwaltungsebene bauaufsichtliche Aufgaben wahrnimmt. Dies führt dazu, dass Antragsteller und Architekten, die länderübergreifend wirken, oft nicht wissen, an wen man sich zu wenden hat und was die Bauaufsichtsbehörden bei der Beantragung von Bauvorhaben im Genehmigungsverfahren prüfen. Durch die Landesgesetze im Bauordnungsrecht wird geregelt, was die Bauaufsichtsbehörden im Einzelnen zu tun haben.
Fachinformationen der Bauaufsichtsbehörden sind oft nur auf die jeweilige Kommune bezogen. Selten werden durch die Länder abgestimmte Informationsportale angeboten.
Berlin
Im Bundesland und Stadtstaat Berlin wurde ein entsprechendes Informationsportal für alle Bauaufsichtsbehörden des Landes aufgebaut.
Das Portal wendet sich sowohl an "interessierte Nicht-Fachleute" als auch an die am Bau beteiligten Fachleute. Man will den Zugang zu Informationen rund um das Bauen im Zusammenhang mit dem öffentlichen Bauordnungsrecht ermöglichen. Zu finden sind Antragsformulare, der Zugang zum elektronischen Baugenehmigungsverfahren, Vorschriften, Entscheidungshilfen und vieles mehr.

## Kritik
Die Bauaufsichtsbehörden sind in verschiedener Hinsicht Kritik ausgesetzt:
- Soweit die Bauaufsichtsbehörden nicht von technischem Personal geleitet werden beziehungsweise auch die Bearbeitung von Bauanträgen von Verwaltungspersonal erfolgt, wird dies kritisiert. Dies wird jedoch auch vom Gesetzgeber nicht als Regelfall angesehen. So sieht § 60 Abs. 3 BauO NW vor, der verlangt: Die Bauaufsichtsbehörden sind zur Durchführung ihrer Aufgaben ausreichend mit Personen zu besetzen, die aufgrund eines Hochschulabschlusses der Fachrichtungen Architektur oder Bauingenieurwesen die Berufsbezeichnung „Ingenieurin“ oder „Ingenieur“ führen dürfen und die insbesondere die erforderlichen Kenntnisse des öffentlichen Baurechts, der Bautechnik und der Baugestaltung haben.

- Die bauaufsichtliche Tätigkeit wird als lückenhaft angesehen, soweit sie sich im Wesentlichen auf die erstmalige Errichtung eines Bauwerks beziehungsweise genehmigungspflichtige Änderungen bezieht, während die ordnungsgemäße Bauunterhaltung oft unüberwacht bleibt, obwohl die Landesbauordnungen den Bauaufsichtsbehörden hierzu die gesetzliche Grundlage gäben. Als drastisches Beispiel wird der Einsturz der Eislauf- und Schwimmhalle Bad Reichenhall angeführt. Andererseits werden durch die Aufhebung von Überwachungsvorschriften den Bauaufsichtsbehörden teilweise auch ihre Instrumente genommen. Zudem wird diese Form der Bauüberwachung (beispielsweise im Schornsteinfegerwesen) von den Betroffenen als Eingriff in ihr Eigentum betrachtet.

- Langwierige bauaufsichtliche Verfahren werden als Standortnachteil und als Investitionshemmnis am Standort Deutschland gesehen. Andererseits erfordert das Bedürfnis hinsichtlich der Sicherheit gerade gewerblicher baulicher Anlagen, die auch die Belange anderer Behörden berühren (Gewerbeaufsichtsamt und andere Arbeitsschutzbehörden) sorgfältige Prüfungen, deren Durchführung im Einzelfall je nach Komplexität des Vorhabens langwierig sein kann. Das Grundgesetz verpflichtet die Verwaltung im Auftrag des Staates, für die Sicherheit von Leib und Leben seiner Bürger ausreichend Sorge zu tragen. Ein sorgfältiges bauaufsichtliches Genehmigungsverfahren ist somit aufgrund der grundgesetzlichen Vorgaben unentbehrlich und verfassungsrechtlich geboten.

- Neben der Gefahrenabwehr haben die Bauaufsichtsbehörden auch Verunstaltungen zu verhüten beziehungsweise je nach Landesbauordnung eine der Baukunst entsprechende Gestaltung sicherzustellen. Auch die kommunalen Bauplanungsbehörden haben mit ihren Bebauungsplänen die Möglichkeit, den Bauaufsichtsbehörden gestalterische Vorgaben an die Hand zu geben, die diese dann in der Baugenehmigung durchzusetzen haben. Dies wird in der Öffentlichkeit zuweilen als „Verordnung eines Geschmacks“ verstanden. Das Bundesverwaltungsgericht hat das behördliche Ermessen, Verfügungen aufgrund des Verunstaltungsgebot zu erlassen, auf solche Ausnahmefälle begrenzt, in denen das Bauwerk im außerordentlichen Maße das ästhetische Empfinden des sog. „gebildeten Durchschnittsmenschen“ verletzt und nicht nur beeinträchtigt.[2] Durch die Unbestimmtheit dieser Formulierung kommt es in Einzelfällen gelegentlich zu Konflikten zwischen Bauherr und Bauaufsichtsbehörde. Auch wenden sich immer wieder Nachbarn an die Bauaufsichtsbehörde mit dem Ansinnen, gegen als verunstaltend empfundene bauliche Anlagen einzuschreiten (sog. Drittwiderspruch). Ferner gerät die Bauaufsichtsbehörde dadurch mitunter in den Konflikt zwischen der verfassungsrechtlich garantierten Kunstfreiheit und dem Unwillen der Bürger, dem Gemeinderat oder der Planungsbehörde der betroffenen Gemeinde. Von sich aus kann die Bauaufsichtsbehörde zwar schon seit dem sogenannten Kreuzbergerkenntnis aus dem Jahre 1875 nur beschränkt Einfluss auf die bauliche Gestaltung nehmen. Jedoch ist sie im Gefüge Bauherr-Nachbar-kommunale Planungsbehörde die einzige Stelle, die über das Baugenehmigungs- beziehungsweise Bauordnungsverfahren die rechtlichen Mittel hat, den entsprechenden planerischen Willen durchzusetzen.

- Die Oberbürgermeister bzw. Landräte sind als kommunale Wahlbeamte weisungsbefugte Vorgesetzte der Fachbediensteten in den Bauaufsichtsämtern. So können politische Erwägungen die rechtlich bzw. fachlich gebotene Entscheidungsfindung mit einem Interessenskonflikt belasten.

## Geschichte der Bauaufsicht
- Johann Christoph von Naumann (1664–1742), Generalakzis-Baudirektor des Kurfürstentums Sachsen und Begründer der modernen Baupolizei in Sachsen

## Die Bauaufsichtsbehörde in der Literatur
Der bayerische Schriftsteller Ludwig Thoma hat die Bauaufsichtsbehörden in seinen Erinnerungen literarisch verarbeitet.